# Henkerhaus (Bernau bei Berlin)

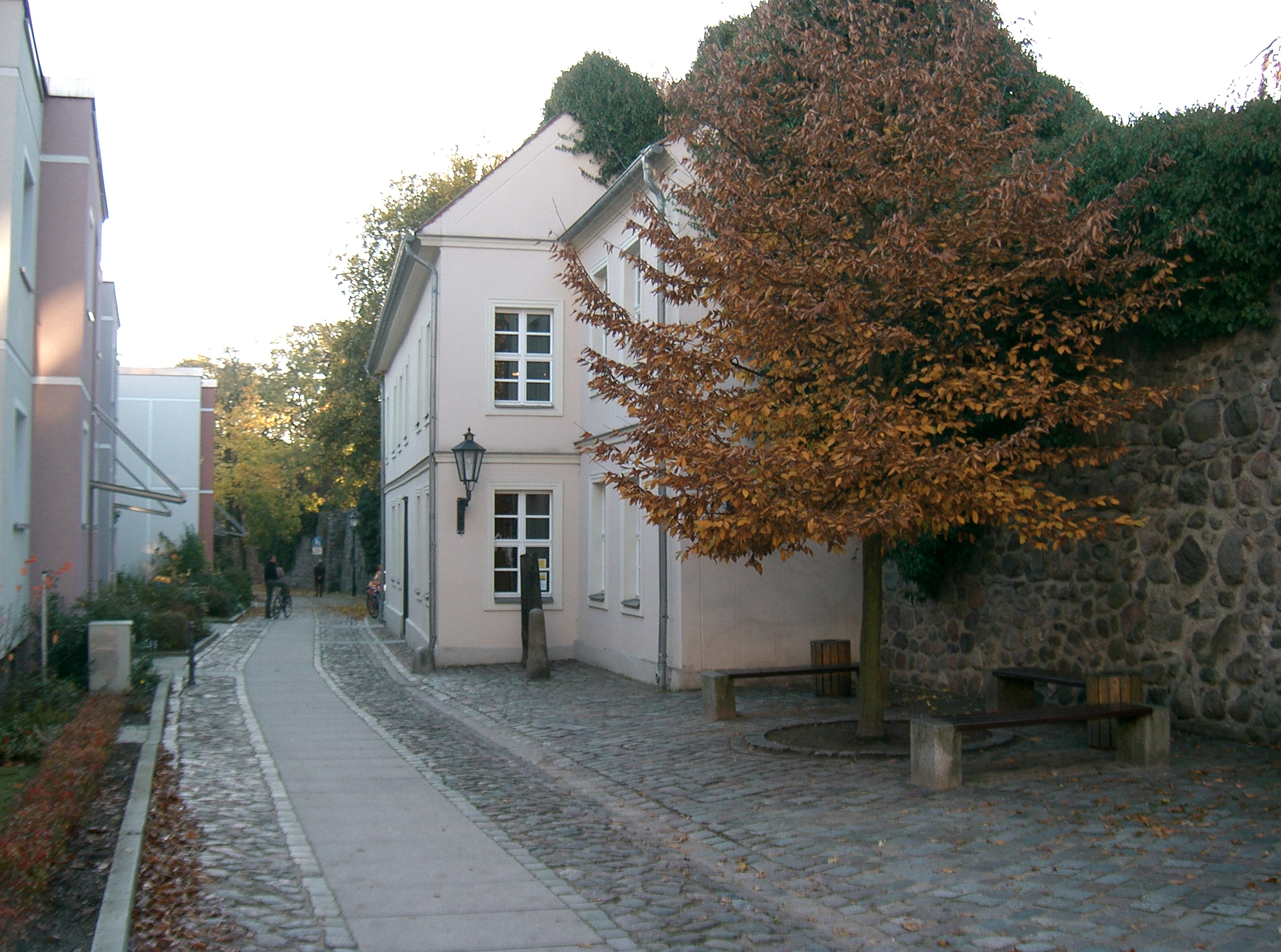
Henkerhaus

Das Henkerhaus ist ein denkmalgeschütztes Wohnhaus im Zentrum von Bernau bei Berlin (Brandenburg). Es wurde in der ersten Hälfte des 18. Jahrhunderts als Fachwerkhaus in Ständerbauweise errichtet. Beim Umbau des Gebäudes im 19. Jahrhundert erhielt es seine noch heute vorhandene Putzfassade. 
Die Rückseite des Gebäudes schließt mit dem Mauerring der mittelalterlichen Stadtbefestigung ab. Das Haus diente bis Mitte des 19. Jahrhunderts als Scharfrichterei der Stadt.
In dem Gebäude befindet sich seit 1976 eine Abteilung des Heimatmuseums Bernau. Eine Ausstellung stellt die Geschichte der Scharfrichterei dar. Die rekonstruierte Schwarze Küche gibt Zeugnis vom Alltagsleben in der Zeit vom 17. bis zum 19. Jahrhundert. Eine weitere Ausstellung beschäftigt sich mit dem Angriff der Hussiten auf die Stadt im Jahr 1432.
In der Chronik von Tobias Seiler 1736 sind die Namen von 25 Frauen und 3 Männern verzeichnet, denen zwischen 1536 und 1658 in Bernau der Hexenprozess gemacht wurde, darunter der Prozess gegen Dorothea Meermann.

Von der Künstlerin Annelie Grund wurde neben dem Henkerhaus das Denkmal für die Opfer der Hexenprozesse in Bernau geschaffen mit der Inschrift: der Hexerei beschuldigt, gefoltert, getötet. Es wurde am 31. Oktober 2005 eingeweiht.

Hexendenkmal in Bernau
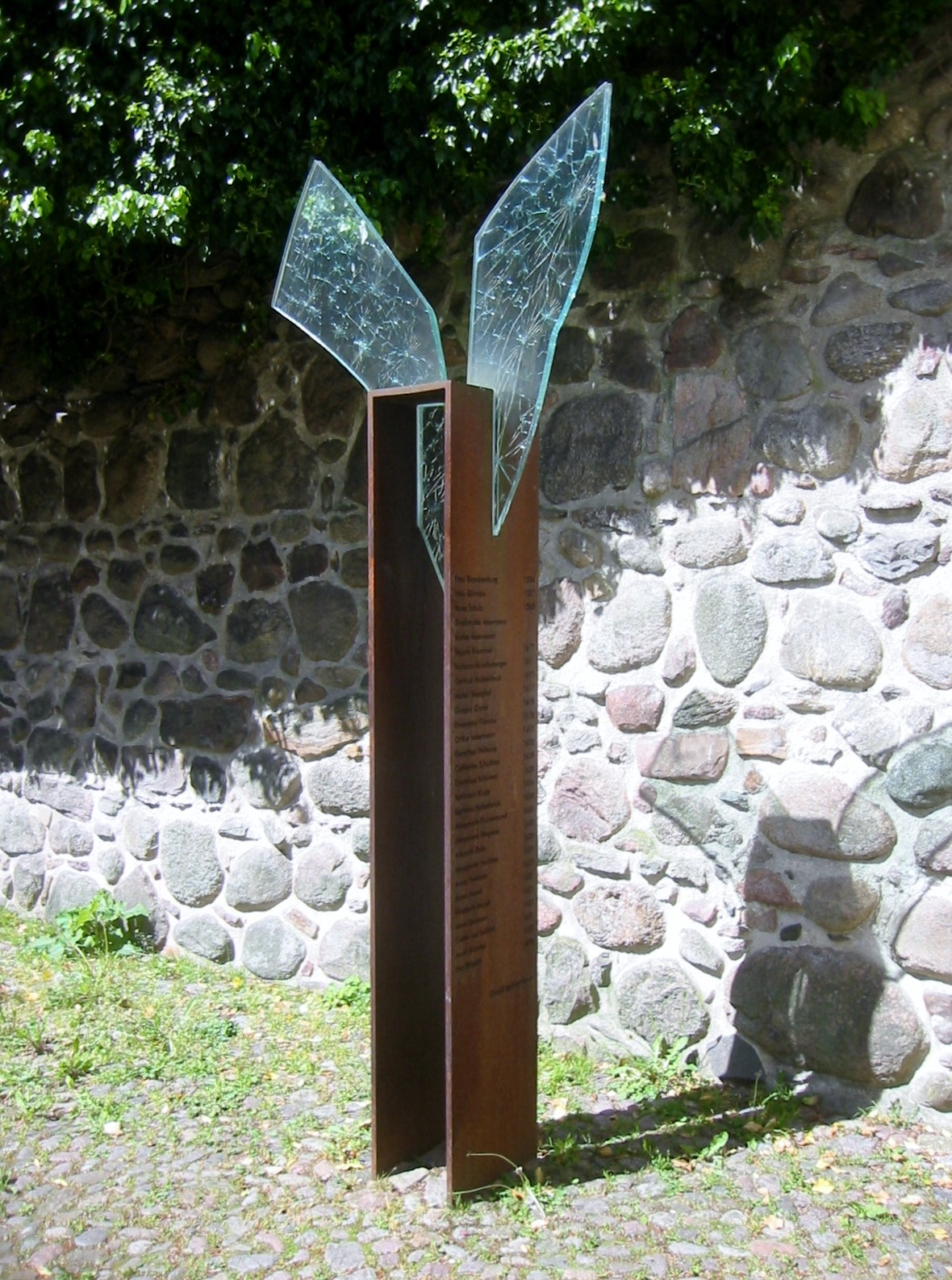
Gesamtansicht
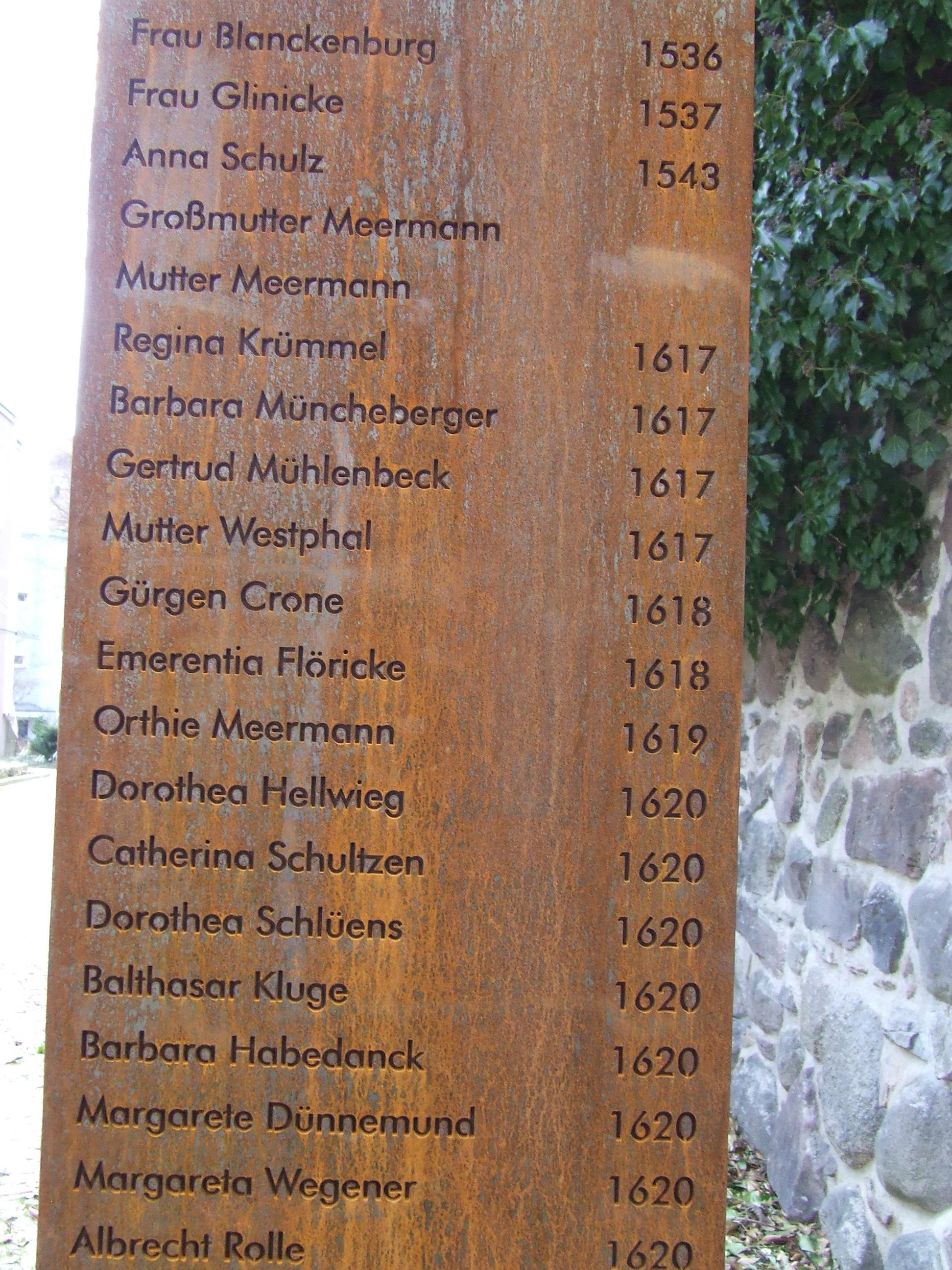
Opferliste 1
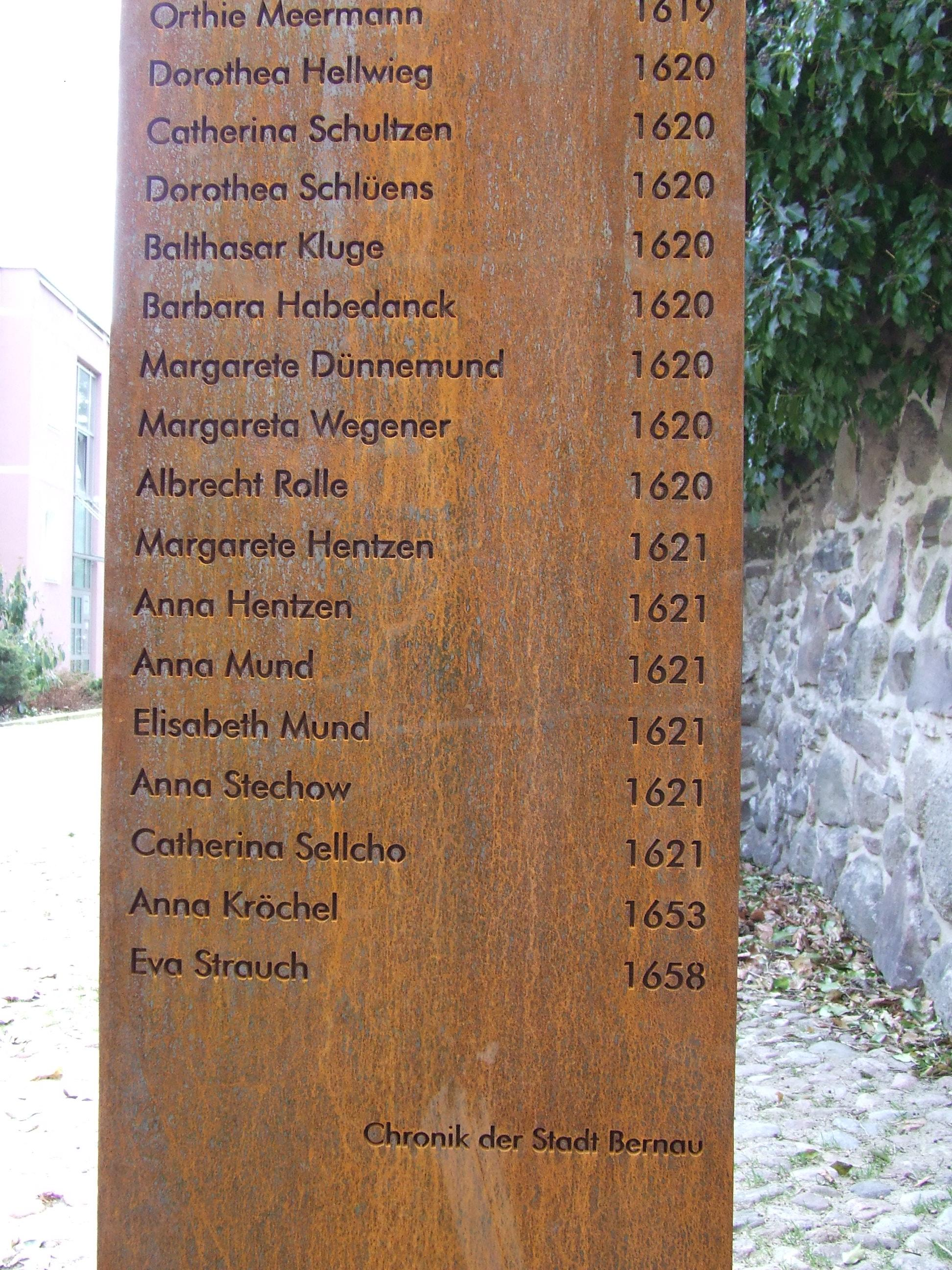
Opferliste 2